# NGC 6851B
NGC 6851B је спирална галаксија у сазвежђу Телескоп која се налази на NGC листи објеката дубоког неба.
Деклинација објекта је - 47° 58' 45" а ректасцензија 20h 5m 39,9s. Привидна величина (магнитуда) објекта NGC 6851 износи 15,3 а фотографска магнитуда 16,0. NGC 6851B је још познат и под ознакама ESO 233-23, FGCE 1429, PGC 64082.